# Фунт плоті
Фунт плоті (англ. Pound Of Flesh) — канадський бойовик 2015 року режисера Ерні Барбараша.

## Сюжет
Колишній спецназівець на ім'я Дікон приїжджає на Філіппіни, щоб пожертвувати власною ниркою заради порятунку життя племінниці. Але за день до операції він прокидається в номері готелю і виявляє, що лежить у ванній весь у крові і без однієї нирки. Дікон розуміє, що став жертвою викрадачів органів, і тепер змушений відшукати свою нирку та врятували племінницю.

## У ролях
| Актор             | Роль     |
| ----------------- | -------- |
| Жан-Клод Ван Дамм | Дікон    |
| Джон Ралстон      | Джордж   |
| Акі Алеонг        | Кунг     |
| Шарлотта Пітерс   | Ана      |
| Даррен Шахлаві    | Дрейк    |
| Брахім Ачаббаке   | Нардо    |
| Адель Боган       | Ізабелла |
| Джейсон Дж. Тобін | Ліам     |